# Christian Finnegan
Fletcher Christian Finnegan (Albany, 1. travnja, 1973.), je američki glumac.

## Vanjske poveznice
- Christian Finnegan na Imdb